# Taoiseach

Escut de la República d'Irlanda

 El Taoiseach (pronunciació: /ti:ʃɒx/ o "tíxokh"; en plural Taoisigh, pronunciació /ti:ʃi:/ o "tixi") és el cap de govern de la República d'Irlanda i el líder del gabinet irlandès, càrrec equivalent al primer ministre de les democràcies parlamentàries.
El Taoiseach és nomenat pel president d'Irlanda després de ser elegit pel Dáil Éireann (la cambra baixa del parlament). El Taoiseach actual és Leo Varadkar, teachta dála ("delegat de l'assemblea", equivalent a diputat) del partit Fine Gael. El Taoisech designa al Tánaiste ("diputat primer ministre") que després és nomenat pel president. El càrrec de Tánaiste és similar, però no pas equivalent, al del vicepresident del govern. El Taoisech també nomena la resta del ministres del gabinet i onze membres del Senat irlandès.
Els títols de taoiseach i tánaiste, en llengua irlandesa, són d'orígens antics. Encara que la constitució irlandesa descriu el Taoiseach com a "cap de govern o primer ministre", la seva traducció literal és de "líder" o simplement "cap". Alguns historiadors suggereixen que a la Irlanda Antiga (època en què sorgeixen aquests termes), un taoiseach era un rei menor, mentre que el tánaiste era un governador d'un regne el rei del qual havia estat deposat, o l'hereu possible. En el gaèlic escocès, tòiseach es tradueix com a "cap del clan" i ambdós mots semblen haver tingut un significat similar en les llengües goidèliques d'Irlanda i Escòcia.
El càrrec modern del Taoiseach va ser establert en la constitució d'Irlanda de 1937, reemplaçant el càrrec de "President del Consell Executiu" de l'Estat Lliure Irlandès de 1922-1937. No obstant això, les funcions del Taoiseach i el President del Consell Executiu difereixen en alguns aspectes fonamentals. Per exemple, el president el Consell Executiu no tenia la capacitat de remoure un dels ministres del govern. El gabinet de l'Estat Lliure Irlandès, anomenat el Consell Executiu, havia de ser reformat completament si es volia renovar un càrrec. El president del Consell Executiu tampoc no podia dissoldre el Dáil Éireann; aquesta era una decisió col·lectiva del Consell Executiu. El Taoiseach, per contra, té un paper molt més important amb més poder executiu amb la capacitat de remoure un ministre i de dissoldre el parlament.

## Llista de caps de govern des de 1922

### Presidents del Consell Executiu (1922-1937)
| N. (Rep.) | President               | President                       | Mandat                | Mandat                 | Partit | Partit              |
| --------- | ----------------------- | ------------------------------- | --------------------- | ---------------------- | ------ | ------------------- |
| 1 (1)     | William Thomas Cosgrave | William T. Cosgrave (1880-1965) | 6 de desembre de 1922 | 9 de març de 1932      |        | Cumann na nGaedheal |
| 2 (2)     | Éamonn de Valera        | Éamonn de Valera (1882-1975)    | 9 de març de 1932     | 29 de desembre de 1937 |        | Fianna Fáil         |

### Taoisigh (des de1937)
| N. (Rep.) | Taoiseach         | Taoiseach                                     | Mandat                 | Mandat                 | Partit | Partit      |
| --------- | ----------------- | --------------------------------------------- | ---------------------- | ---------------------- | ------ | ----------- |
| 2 (1)     | Éamonn de Valera  | Éamonn de Valera (Primer mandat) (1882-1975)  | 29 de desembre de 1937 | 18 de febrer de 1948   |        | Fianna Fáil |
| 3 (2)     | John A. Costello  | John A. Costello (Primer mandat) (1891-1976)  | 18 de febrer de 1948   | 13 de juny de 1951     |        | Fine Gael   |
| 4 (3)     | Éamonn de Valera  | Éamonn de Valera (Segon mandat) (1882-1975)   | 13 de juny de 1951     | 2 de juny de 1954      |        | Fianna Fáil |
| 5 (4)     | John A. Costello  | John A. Costello (Segon mandat) (1891-1976)   | 2 de juny de 1954      | 20 de març de 1957     |        | Fine Gael   |
| 6 (5)     | Éamonn de Valera  | Éamonn de Valera (Tercer mandat) (1882-1975)  | 20 de març de 1957     | 23 de juny de 1959     |        | Fianna Fáil |
| 7 (6)     | Seán Lemass       | Seán Lemass (1899-1971)                       | 23 de juny de 1959     | 10 de novembre de 1966 |        | Fianna Fáil |
| 8 (7)     | Jack Lynch        | Jack Lynch (Primer mandat) (1917-1999)        | 10 de novembre de 1966 | 14 de març de 1973     |        | Fianna Fáil |
| 9 (8)     | Liam Cosgrave     | Liam Cosgrave (*1920)                         | 14 de març de 1973     | 5 de juliol de 1977    |        | Fine Gael   |
| 10 (9)    | Jack Lynch        | Jack Lynch (Segon mandat) (1917-1999)         | 5 de juliol de 1977    | 11 de desembre de 1979 |        | Fianna Fáil |
| 11 (10)   | Charles Haughey   | Charles Haughey (Primer mandat) (1925-2006)   | 11 de desembre de 1979 | 30 de juny de 1981     |        | Fianna Fáil |
| 12 (11)   | Garret FitzGerald | Garret FitzGerald (Primer mandat) (1926-2011) | 30 de juny de 1981     | 9 de març de 1982      |        | Fine Gael   |
| 13 (12)   | Charles Haughey   | Charles Haughey (Segon mandat) (1925-2006)    | 9 de març de 1982      | 14 de desembre de 1982 |        | Fianna Fáil |
| 14 (13)   | Garret FitzGerald | Garret FitzGerald (Segon mandat) (1926-2011)  | 14 de desembre de 1982 | 10 de març de 1987     |        | Fine Gael   |
| 15 (14)   | Charles Haughey   | Charles Haughey (Tercer mandat) (1925-2006)   | 10 de març de 1987     | 11 de febrer de 1992   |        | Fianna Fáil |
| 16 (15)   | Albert Reynolds   | Albert Reynolds (1932-2014)                   | 11 de febrer de 1992   | 15 de desembre de 1994 |        | Fianna Fáil |
| 17 (16)   | John Bruton       | John Bruton (*1947)                           | 15 de desembre de 1994 | 26 de juny de 1997     |        | Fine Gael   |
| 18 (17)   | Bertie Ahern      | Bertie Ahern (*1951)                          | 26 de juny de 1997     | 7 de maig de 2008      |        | Fianna Fáil |
| 19 (18)   | Brian Cowen       | Brian Cowen (*1960)                           | 7 de maig de 2008      | 9 de març de 2011      |        | Fianna Fáil |
| 20 (19)   | Enda Kenny        | Enda Kenny (*1951)                            | 9 de març de 2011      | 13 de juny de 2017     |        | Fine Gael   |
| 21 (20)   | Leo Varadkar      | Leo Varadkar (Primer mandat) (*1979)          | 13 de juny de 2017     | 27 de juny de 2020     |        | Fine Gael   |
| 22 (21)   |                   | Micheál Martin (*1960)                        | 27 de juny de 2020     | 17 de desembre de 2022 |        | Fianna Fáil |
| 23 (22)   | Leo Varadkar      | Leo Varadkar (Segon mandat) (*1979)           | 17 de desembre de 2022 | actualitat             |        | Fine Gael   |